# Xaruque Begue (Cocande)
Xaruque Begue ou Xá Ruque Begue (em usbeque: Shohruxbiy), também conhecido modernamente como Xaruque Cã ou Xaruque II, e grafado Shahrukh Bek e Shahrukh Khan (c. 1681 — 1721), foi o fundador do estado independente que depois ficaria conhecido como Canato de Cocande, centrado no vale de Fergana, Ásia Central. Após tomar o poder, declarou-se independente do Canato de Bucara em 1709 e reinaria até à sua morte. Foi sucedido pelo seu filho mais velho, Abdul Raim.

## Biografia
Segundo a genealogia oficial da dinastia de Cocande, que provavelmente tem pouco ou nada de verdadeira , Xaruque, era descendente de Babur, membro da dinastia timúrida, trineto de Tamerlão, descendente de Gêngis Cã e fundador do Império Mogol. Esta história não é confirmada Babur no que escreveu sobre a sua família nem por qualquer dos seus biógrafos seus contemporâneos, pelo que o mais provável é que tenha sido inventada pelos governantes de Cocande para ligar a sua ascendência a Gêngis Cã e assim consolidar e legitimar o seu poder.
Xaruque era da tribo dos mingues (ming, miñ ou minglar), que usualmente se considera um ramo da tribo dos manguitas (manghud ou manghit), a que também pertencia a dinastia reinante em Bucara a partir de meados do século XVIII, quando tomaram o poder no Canato de Bucara e fundaram o Emirado de Bucara. Não têm qualquer relação com a Dinastia Ming da China. Possivelmente era um nobre manguita, mas alguns historiadores não dão como certo que Xaruque fosse sequer manguita e referem que ele e o seu clã imigraram da região do rio Volga para o vale de Fergana alguns anos antes de 1709. Xaruque casou com uma filha de Iadigar Coja, o governador da cidade de Currão Serai (Khurram Serai), e foi viver para Curcã (Kurkan), a um par de dezenas de quilómetros a oeste de onde agora se situa Cocande. Curcã é provavelmente a Cuacanda (Khuakend) mencionada pelo geógrafo e cronista do século X ibne Haucal.
Há pelo menos duas versões sobre a ascensão ao poder de Xaruque no vale Fergana. Segundo uma delas, relatada em 1880 por Henry Hoyle Howorth, ele conseguiu o poder assassinando o seu sogro e alargando posteriormente os territórios que eram dele. Alguns historiadores modernos só mencionam outra versão, segundo a qual Xaruque se tornou governante no vale de Fergana na sequência duma revolta dos cojas (''khojas ou khwājas) contra o governo do Emirado de Bucara. Apesar de nominalmente o vale de Fergana ser um território do Canato de Bucara, tanto quanto se sabe, o poder efetivo no vale de Fergana no início do século XVIII estava muito fragmentado e na mão de clãs de saídes ou cojas. Aparentemente, os líderes destes clãs foram nomeados governadores de várias cidades e adquiriram cada um deles um estatuto de independência.
Os eventos ocorridos em 1709 são descritos por Mulá Alim Maquedum-Haji na sua obra Tarixi Turkestoni (História do Turquestão). Nela se relata que uma assembleia de anciãos e nobres de Jancate, Pilancã, Tufantipe, Partaque, Tepa-Curgã, Jainar e outras cidades elegeram o inteligente e generoso Xaruque Cã. Mal foi eleito, este pediu-lhes para encontrarem um local conveniente para construir um castelo. Os notáveis escolheram um local entre dois rios, onde foi construída uma cidadela, onde entronaram Xaruque.
Embora Xaruque e os seus primeiros sucessores não tivessem reclamado para si o título de cã, o estado então fundado por ele era de facto independente, não se limitando à autonomia tutelada por Bucara que os cojas já tinham conseguido antes. Inicialmente, o território de Xaruque abrangia, além da capital Cocande, as cidades de Konibodom, Namangã, Marguilã, Isfara e as áreas vizinhas. 